# Priolepis sticta
Priolepis sticta is een  straalvinnige vissensoort uit de familie van grondels (Gobiidae). De wetenschappelijke naam van de soort is voor het eerst geldig gepubliceerd in 1992 door Winterbottom & Burridge.
De soort staat op de Rode Lijst van de IUCN als Onzeker, beoordelingsjaar 2009.